# Линейные корабли типа «Альмиранте Латорре»
К типу Альмиранте Латорре относятся два супер-дредноута линкора, разработанных британской компании Armstrong Whitworth для Чилийского Военно-Морского Флота. Они были созданы для того чтобы Чили вошла в Южноамериканскую дредноутскую гонку. Но оба были реквизированы Королевским флотом ещё до завершения строительства, для использования в Первой мировой войне. Только один, Almirante Latorre (Альмиранте Латорре (линкор) (HMS Canada), был закончен как линкор; Almirante Cochrane (HMS Eagle) был переоборудован в авианосец. Свои чилийские названия они получили в честь чилийских адмиралов (Almirantes) Хуана Хосе Латорре и Томаса Кокрейна; Английские же имена корабли получили по-разному: Almirante Latorre получил имя в честь британского доминиона (Канады) — HMS Canada, а Almirante Cochrane получил традиционное для Королевского флота имя — HMS Eagle.

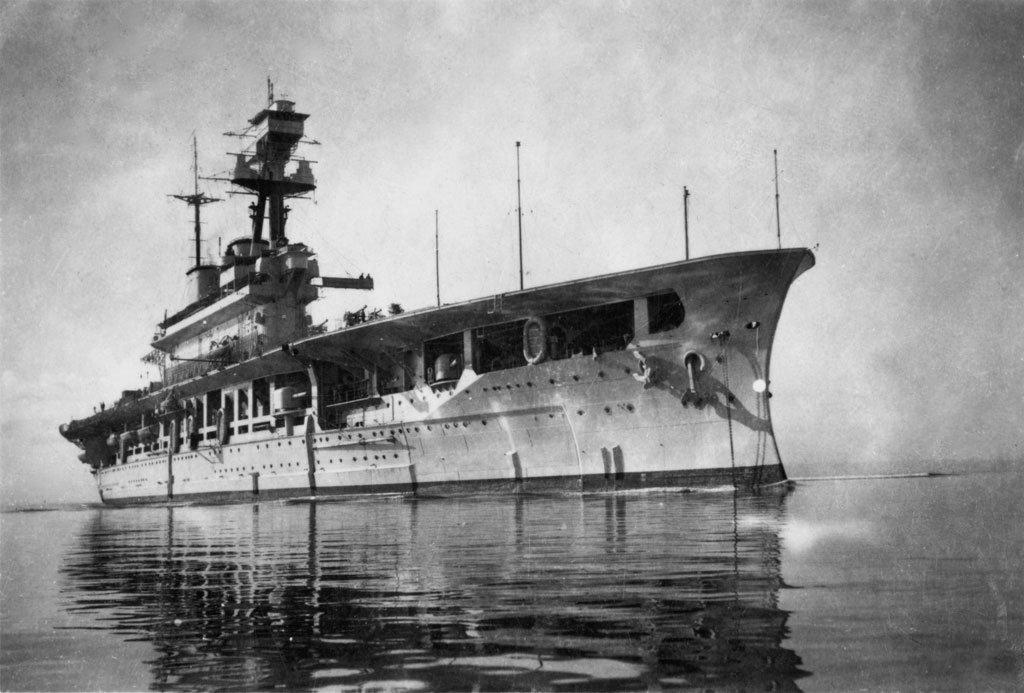
Almirante Cochrane(Eagle) в Средиземном море, где и затонул в августе 1942 года.

В конце XIX и начале XX веков Чили было вовлечено в интенсивную военно-морскую конкуренцию с соседней Аргентиной. Противостояние закончилось мирно в 1902 году, но меньше, чем десять лет спустя Аргентина заказывает два дредноута в ответ на совершенный чуть ранее заказ двух дредноутов Бразилией. Чилийский конгресс ответил, выделив деньги для собственных дредноутов, которые были заказаны в Великобритании, несмотря на существенное давление со стороны американского правительства.